# Корен, Юхан (ихтиолог)
Юхан Корен (норв. Johan Koren; 6 июля 1809, Берген, — 3 октября 1885, там же) — норвежский естествоиспытатель.
Сначала медик, затем был консерватором естественно-исторического отдела Бергенского музея. Его статьи об ихтиологии и скандинавских иглокожих напечатаны в «Анналах» Шведской академии наук.

## Научные труды
1. Fauna litoralis Norvegiae
2. Bidrag til Pectinibranchiernes Udviklingshistorie. Med D. C. Danielssen. Bergen 1851.
3. Nye Alcyonider, Gorgonider og Pennatulider tilhørende Norges Fauna. Med D. C. Danielssen. Med 13 plansjer. Bergen, 1883. 38 pages.
4. Bidrag til de ved den norske kyst levende Pennatuliders Naturhistorie. Sammen med D. C. Danielssen. Nyt Magazin for Naturvidenskaberne, XX: 422—427.